# Río Pinturas
Der Río Pinturas ist ein argentinischer Fluss in der patagonischen Provinz Santa Cruz mit einer Gesamtlänge von 150 Kilometern. Er ist der wichtigste Nebenfluss des Río Deseado.

Der Río Pinturas entspringt in den Anden, genauer im kleinen Monte-Zeballos-Massiv (2.743 Meter über dem Meeresspiegel), das sich südlich des Lago Buenos Aires befindet. Er fließt zunächst nach Osten, wobei er etwa hundert Kilometer lang den Namen Río Ecker trägt. Danach strömt er nach Norden in Richtung Río Deseado, indem er eine prächtige Bergschlucht durchquert, in der sich die berühmte Cueva de las Manos befindet, die zum Weltkulturerbe zählt.